# Chiesa di Santa Maria a Novoli
La chiesa di Santa Maria a Novoli è un luogo di culto cattolico che si trova in via Lippi e Macia a Firenze. È una delle più importanti di quelle che facevano parte del contado fiorentino, oggi inglobate in quartieri periferici, come Novoli.

## Storia
Sorta lungo la strada per Campi Bisenzio è citata già in un atto del 1162, della quale fu rettore nel 1473 Marsilio Ficino.
L'edificio, nel corso dei secoli, subì varie trasformazioni; poco rimane della primitiva struttura, salvo la facciata col portale datato 1567, un porticato a colonne toscane (1647) e il campanile cinquecentesco.

## Descrizione
All'interno, un Crocifisso attribuito alla scuola del Giambologna e la quattrocentesca Madonna in trono col Bambino e santi attribuita al Maestro di Marradi; Tre santi sono invece un frammento di una più grande Madonna del Rosario di Francesco Curradi. Nei locali della Compagnia attigua alla chiesa, affreschi di Piero Salvestrini e aiuti (1608-1613).
Nella chiesa si trovava anche la Madonna col Bambino riconosciuta come pannello centrale dello smembrato Trittico Carnesecchi di Masolino e Masaccio. Venne trafugata il 31 gennaio 1923 e mai più ritrovata.

## Altre immagini

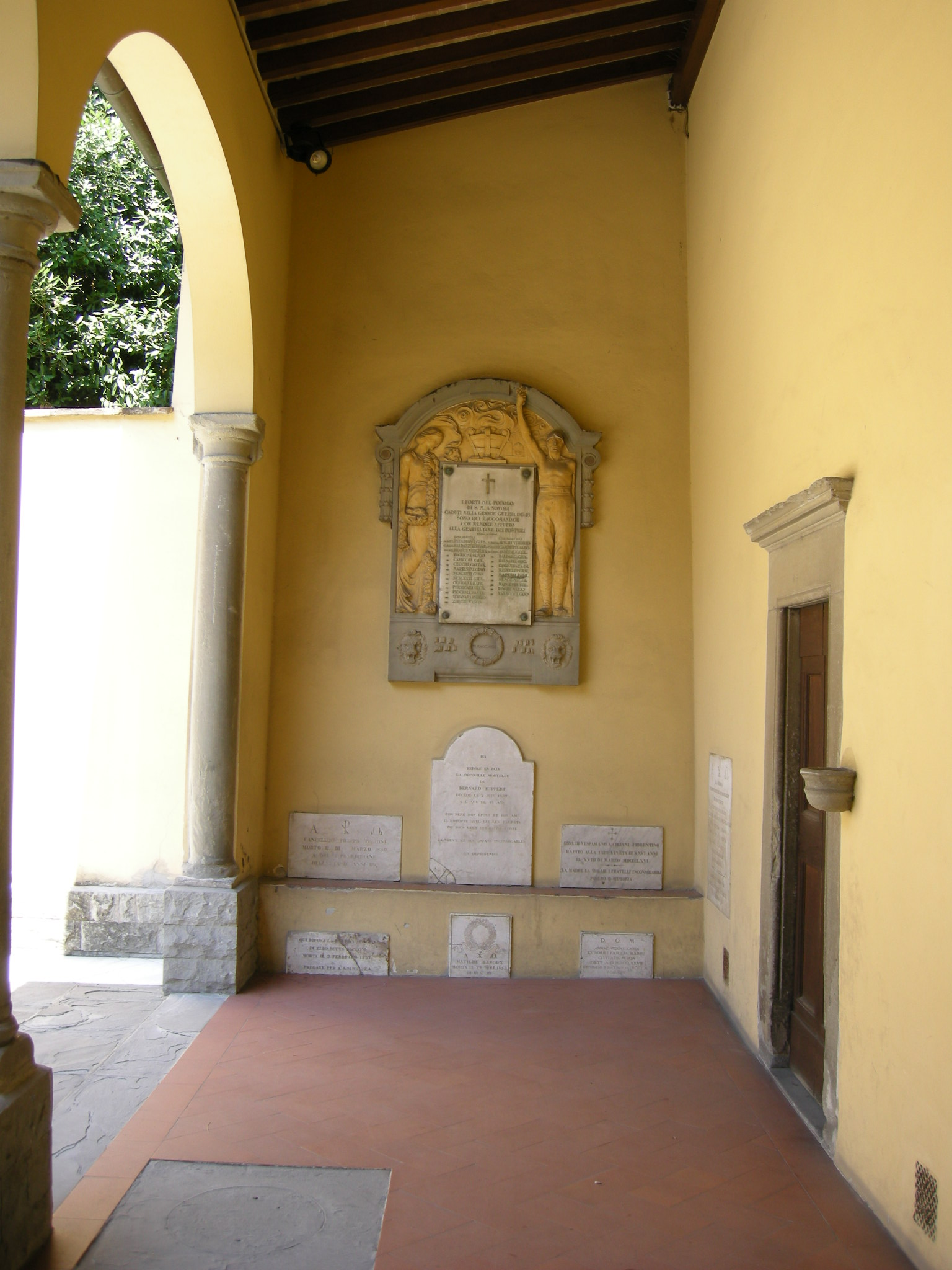
Portico
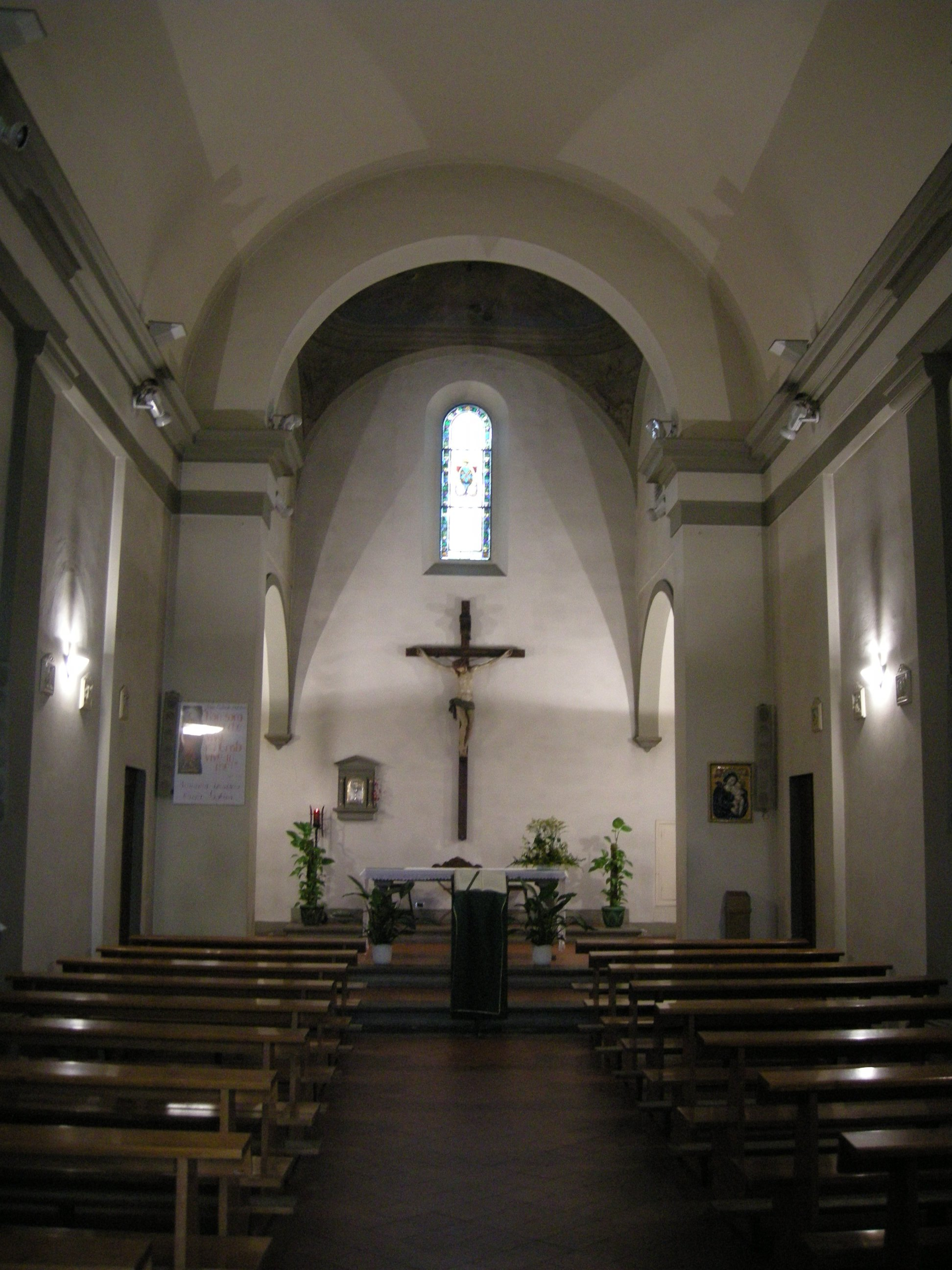
Interno
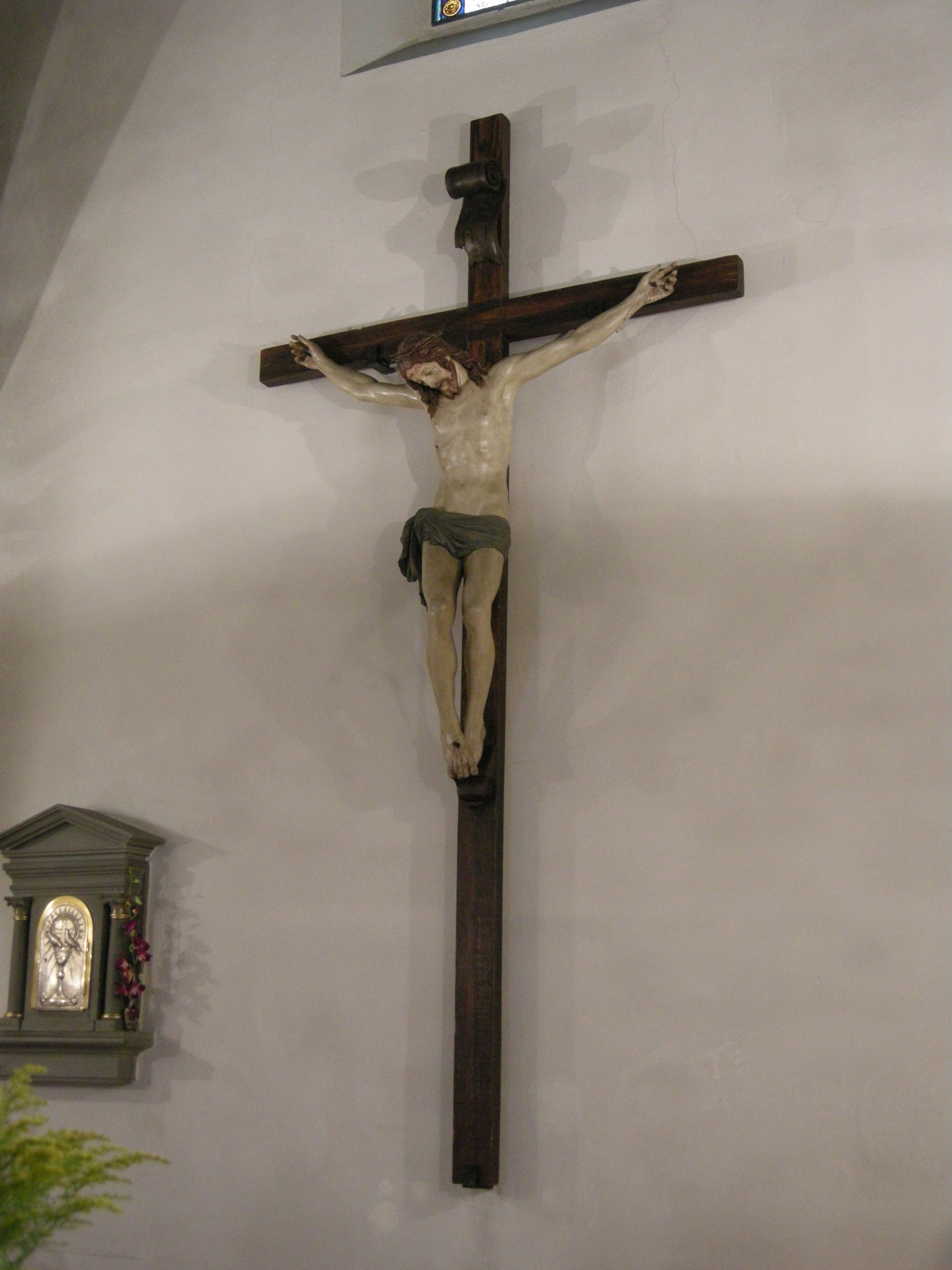
Crocifisso di Giambologna
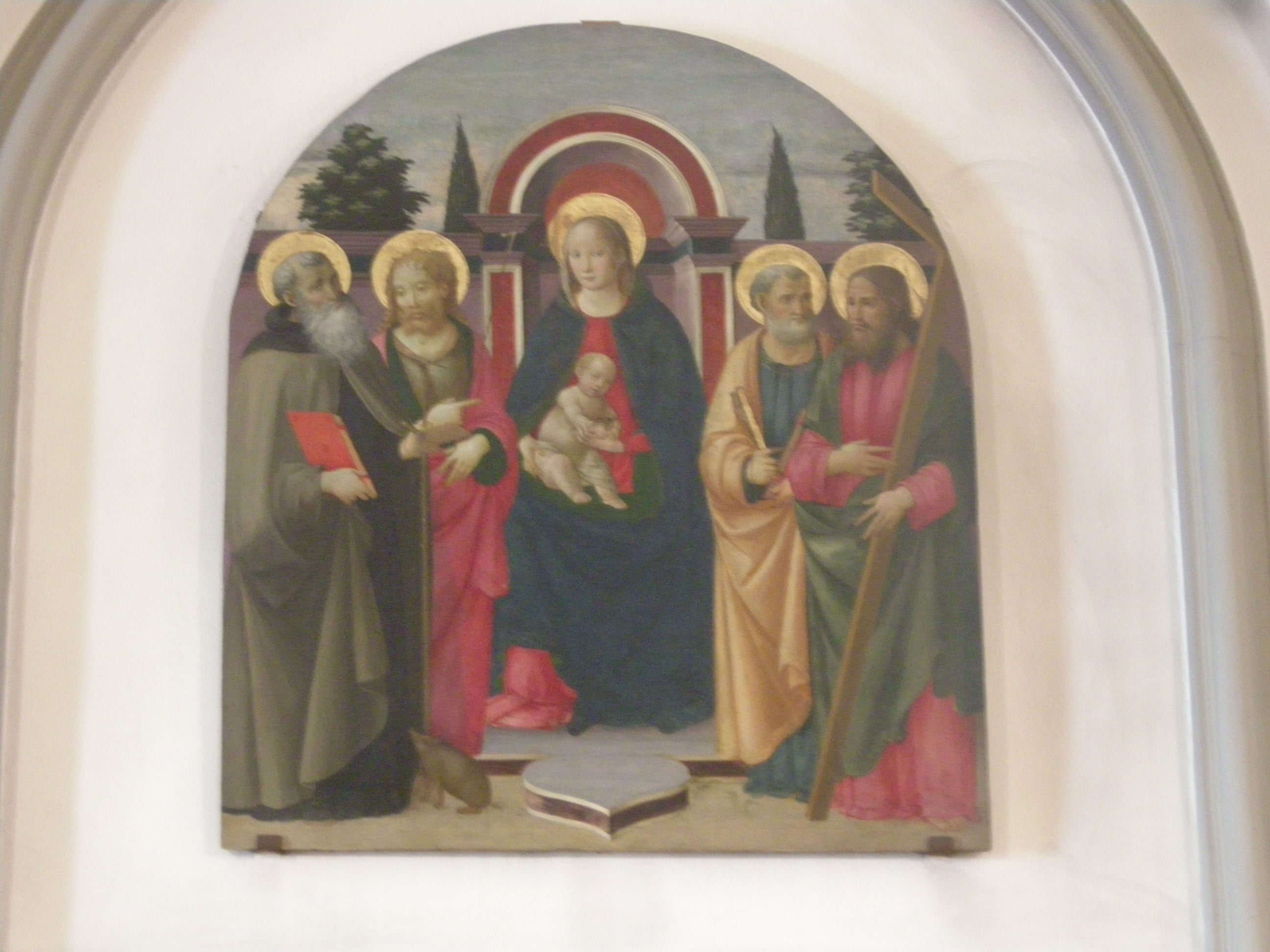
Madonna in trono col bambino e santi